# キノコの部位
キノコの部位（キノコのぶい）は、キノコの部分名称と、その詳細について列挙する。

## 実質
肉（にく、conext,trama、実質）とは、キノコの傘や柄の内部組織のことを指す。その質・堅さ・色および変色性・味やにおいなどは、種を同定する上で大きな手掛かりとなる。

## 傘

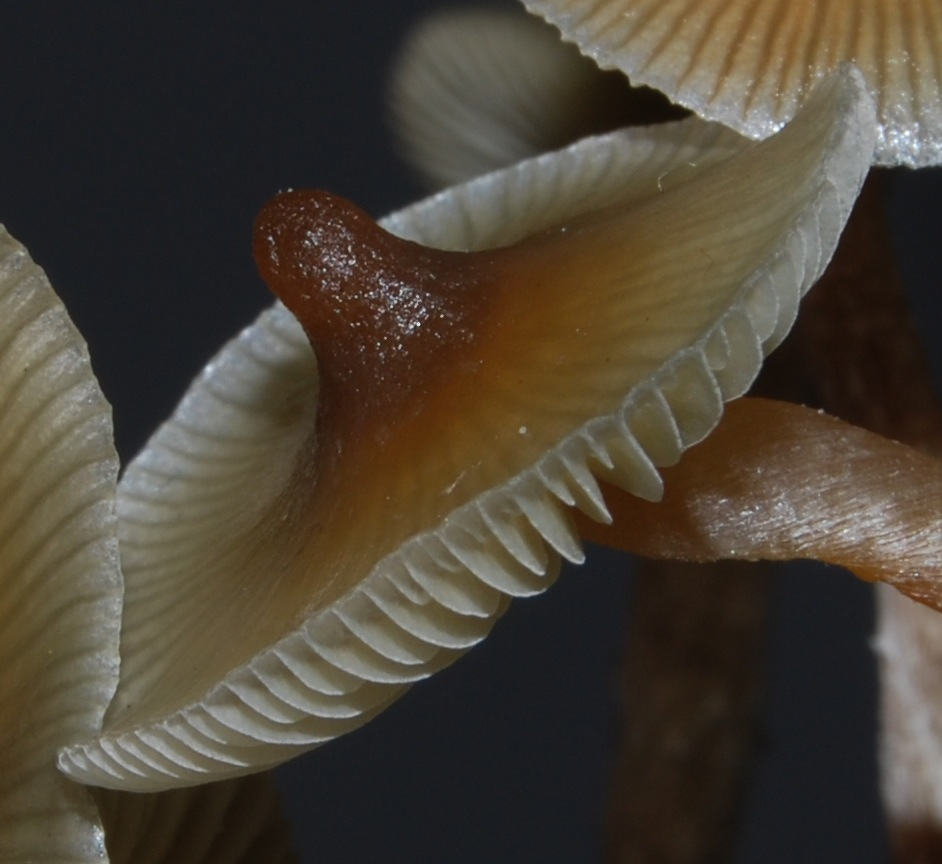
中心突起

傘（かさ：pileus）とはキノコの上部の帽子のような部分のこと。傘の形には、さまざまなものがあり、キノコの生長ステージによっても変化する。腹菌類やホウキタケの仲間のように傘を持たないキノコもある。アミガサタケやシャグマアミガサタケなどの子嚢菌類、あるいはキヌガサタケなどでは、慣例的に頭部の呼称を用いるのが普通である。

### 傘の形
- 半球型（hemisherical）
- 釣鐘型（campanulate）
- 円錐型（conical）
- 饅頭型（convex）
- 中高扁平型（plane and umbonate）
- 扁平型（plane,flat）
- 皿型（cotyliform）
- 杯状（crateriform）
- 漏斗状（infundibriform）

釣鐘型
円錐型
饅頭型
Depressed
扁平型
漏斗状
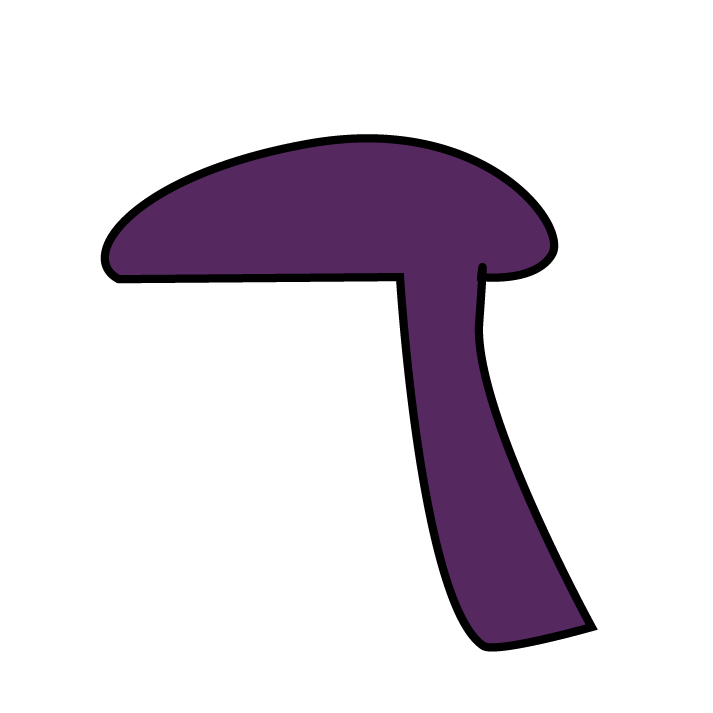
Offset
Ovate
Umbilicate
Umbonate

### 傘の表面の状態
- 平滑・無毛（glabrous）
- ささくれ状をなす（squarrose）
- 繊維状鱗片におおわれる（fibrillose-scaly）
- 表皮に敷石状の亀裂を生じる（rimose-areolate）
- 溝線をあらわす（striiform striate）
- 粒状線を有する（tuberculately striate）
- 放射状に配列する条線を備える（radially striate）

## ひだ

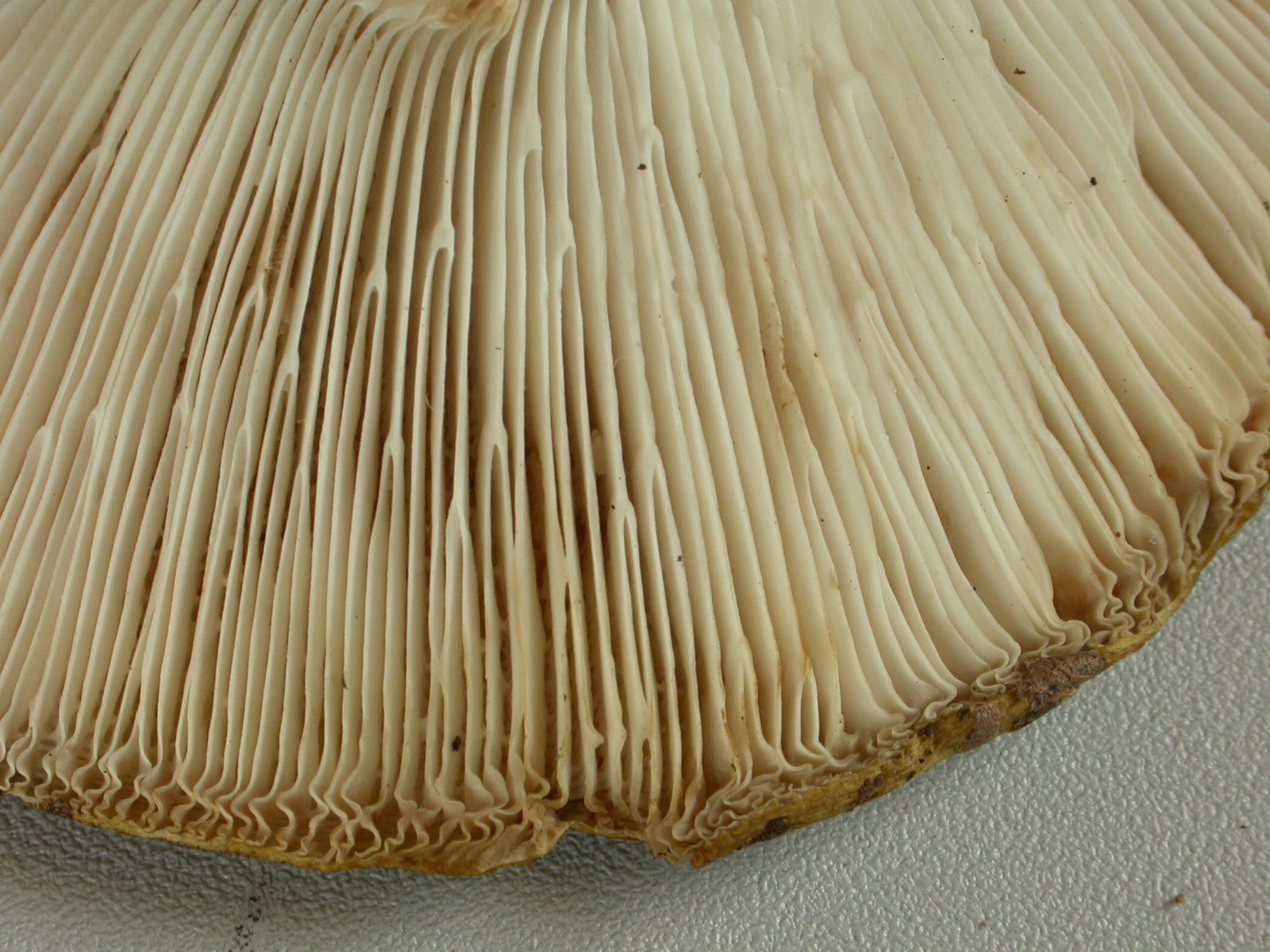
ベニタケ属の一種。多数の分岐が認められるとともに、非常に密である。

ひだ（襞、lamella）とは、キノコの傘の裏面に放射状に（まれに同心円状に）形成される刃状の器官である。菌褶（きんしゅう）。ひだをまったく欠き平坦なものも少なくなく、ひだのかわりに管孔（tube）や針（spine）を生じるものもある。これらの器官は、胞子を生じるという機能の上では共通するので、子実層托（しじつそうたく：hymenophore）と総称される。
ひだは、キノコの種によって、その間隔が密であるものと疎なものとがある。また、ひだが途中で分岐しているものや、普通のひだの間に子ひだ（lamellulae）と呼ばれる短いひだを持つものもあり、これらの相違は、きのこの同定に際して重要視される。ひだの表面には子実層（しじつそう；hymenium）が作られる。子実層は担子器が密に並列した層で、キノコの種によってはシスチジアと総称される異型細胞（後述）を混在することもあり、胞子を形成する。
なお、アンズタケやスエヒロタケでも、傘の裏面の子実層托は一見したところひだ状をなしているが、これらのひだには組織的分化が見られず、構造的にはかさの肉と区別できないために偽ひだ（ぎひだ）の呼称が用いられている。

### ひだの色調

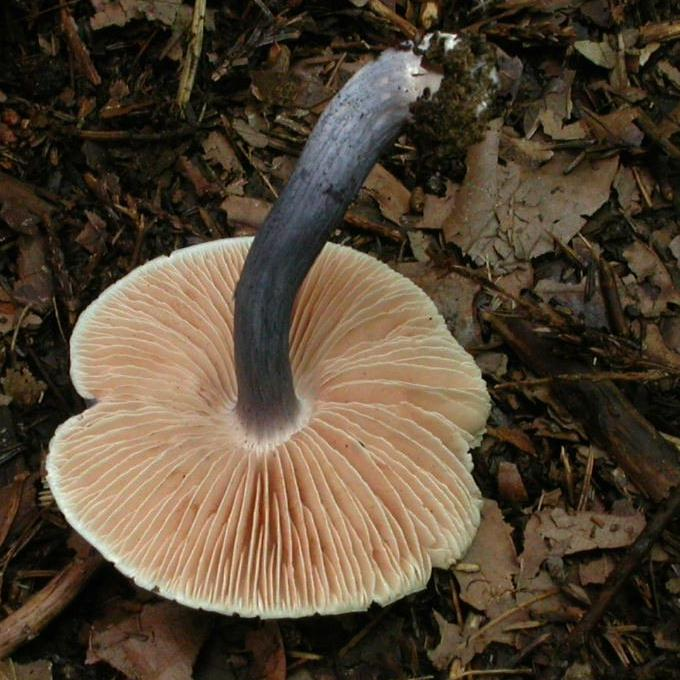
桃色を呈する、成熟したイッポンシメジ科のきのこのひだ。この種では小ひだが存在し、やや疎で離生している。

ひだの色調は胞子の色とほぼ同じである場合が少なくないが、未熟なきのこでは、胞子の色調を反映していない。また、ひだを構成する菌糸自体に特有の色調を持つ場合には、ひだの肉眼的な色は、胞子の色調とは大きく異なる場合がある。胞子の色は胞子紋を得ることで観察できる。ひだの色は、きのこのおおまかな同定を行う上で重要で、たとえばウラベニガサ科やイッポンシメジ科では淡紅色、ナヨタケ科の大部分の種では黒色あるいは黒褐色を呈する。

### ひだのつき方
直生（ちょくせい、adnate）
柄にひだが直角につながる。
上生（じょうせい、adnexed）
ひだが上向きの弧を描き、柄の上端近くにつながる
垂生（すいせい、decurrent）
柄に対し、ひだが下向の弧を描いて付着する。
湾生（わんせい、sinuate）
ひだの末端が柄に触れてはいるが、柄の近くでひだがやや上向きに切れ込んだ弧をなしている。
離生（りせい、free）
柄の上端とひだの末端とが離れている。
隔生（かくせい、remote）
柄とひだの末端とが完全に離れており、柄の周囲においてはかさの肉が露出している。

直生
上生
垂生
Emarginate
離生
Seceding
湾生
Subdecurrent

## 管孔
管孔（かんこう：tube）とは、キノコの傘の裏側に形成されるチューブ状の器官である。胞子を形成する面の表面積を増やすために、ひだ同士の間に多数の仕切りが形成されたものと解することができる。イグチ科においては、管孔の壁はかさの肉とは別に分化した構造を有するが、カワラタケなどではそのような分化は認められず、実質的にはかさの肉と区別できない。なお、傘の裏面で認めることができる管孔の開口部は孔口（こうこう：pore）と呼ばれる。

## 針

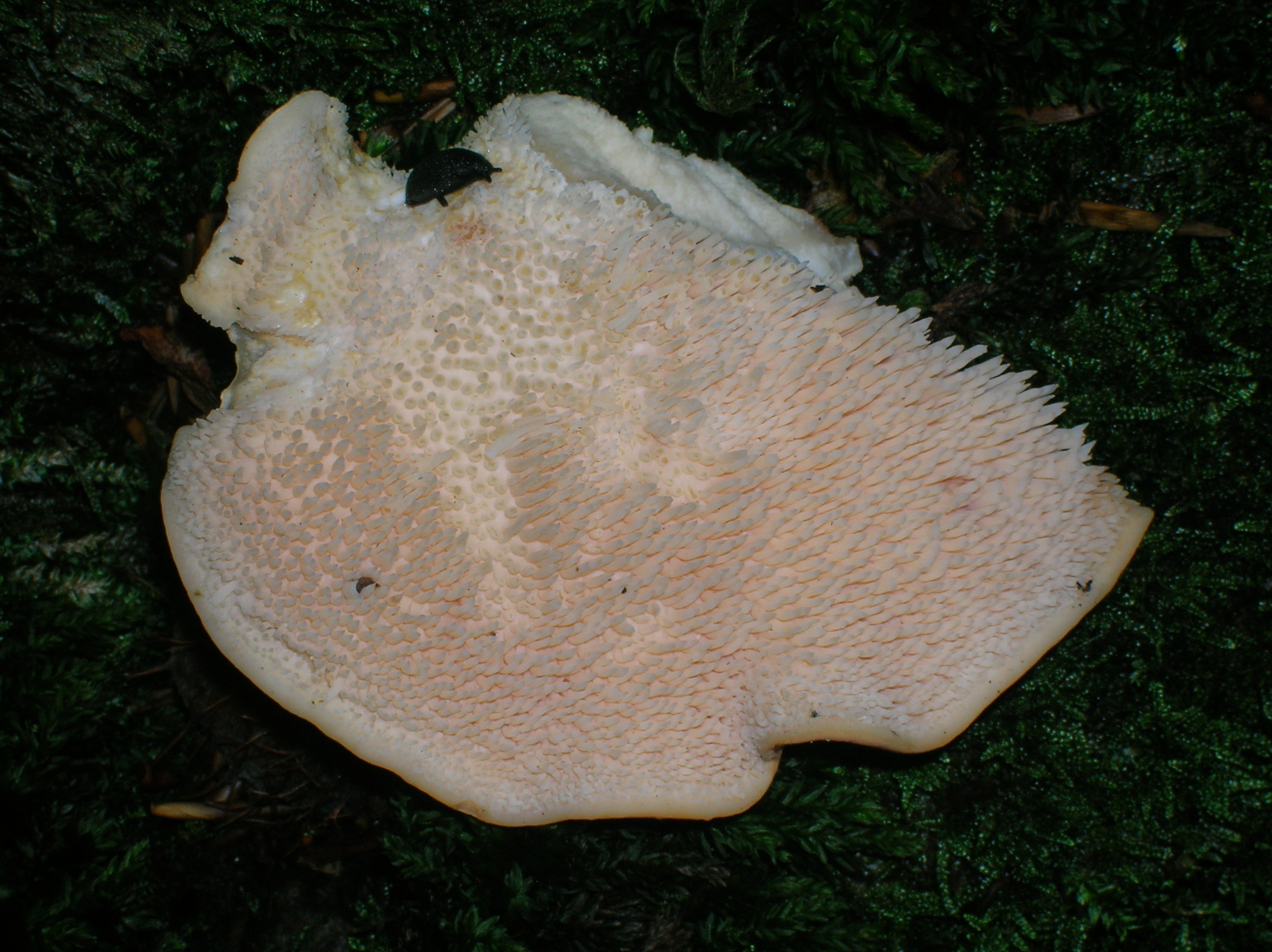
カノシタ科シロカノシタの傘の裏。針が確認できる。

針（はり、spine）とはイボタケ科やカノシタ科などの傘の裏面に形成される針状の器官である。一般のキノコにおけるひだが細かく裂け、個々の裂片が円錐状に変形したものと解することができる。

## 柄
柄（え：stipe）とはキノコの傘の下についている円筒状の部位である。内部に維管束などの構造が分化しないため、茎とは呼ばない。また、俗に足（あし）とも言うが、正式な呼称ではない。しばしば湾曲することがあり、柄の上方と下方とで太さを異にすることもある。キクラゲなど、柄のないキノコも多い。内部は管状に中空なもの・柔らかい髄を有するもの・内部まで均一に菌糸が詰まった中実なものなどが区別される。なお、キヌガサタケなどの「柄」は、糸状の菌糸ではなく球状ないしソーセージ状に膨れた細胞群で構成された偽柔組織状の構造を有するため、しばしば偽柄（ぎへい）の呼称で区別される。

### 傘に対する柄のつき方
中心生（ちゅうしんせい：central）
傘の中心に柄が付着する
偏心生（へんしんせい：eccentric）
傘の中心から外れて柄を生じる
有柄側生（caulescent-lateral）
傘の一端に柄が位置する
無柄（lateral）
柄がない

### 柄の表面
平滑（へいかつ：glabrous）
目立った凹凸がない
しわ状（しわじょう：corrugate）

条線（じょうせん）を有する（longitudinally striate）
縦に微細な糸状をなす
繊維状（せんいじょう：fibrous）
短い縦線が多数ある
粉状（ふんじょう：pulveraceous）
粉がかかったようにざらつく（floccose）
鱗片状（りんぺんじょう：scaly）
多数の鱗片をこうむる
ささくれ状（ささくれじょう：squarrose）
鱗片状と同様の意味
網目状（あみめじょう：clathrate）
網目状にある溝があり、網目の大きさはとても細かい
粒点状（りゅうてんじょう：punctate）
粉状に比べて表面の凸が大きく凸同士の感覚が広い
だんだら模様（だんだらもよう：）
新選組の隊服などに用いられた「だんだら模様」のようだというところから転じて、不規則な長さの繊維状が横に連なった帯が、不規則に縦に連なった模様
|  |  |  |  |  |  |

| with ring | with ring | with ring | with veil | remains of veil | with volva |

## つば

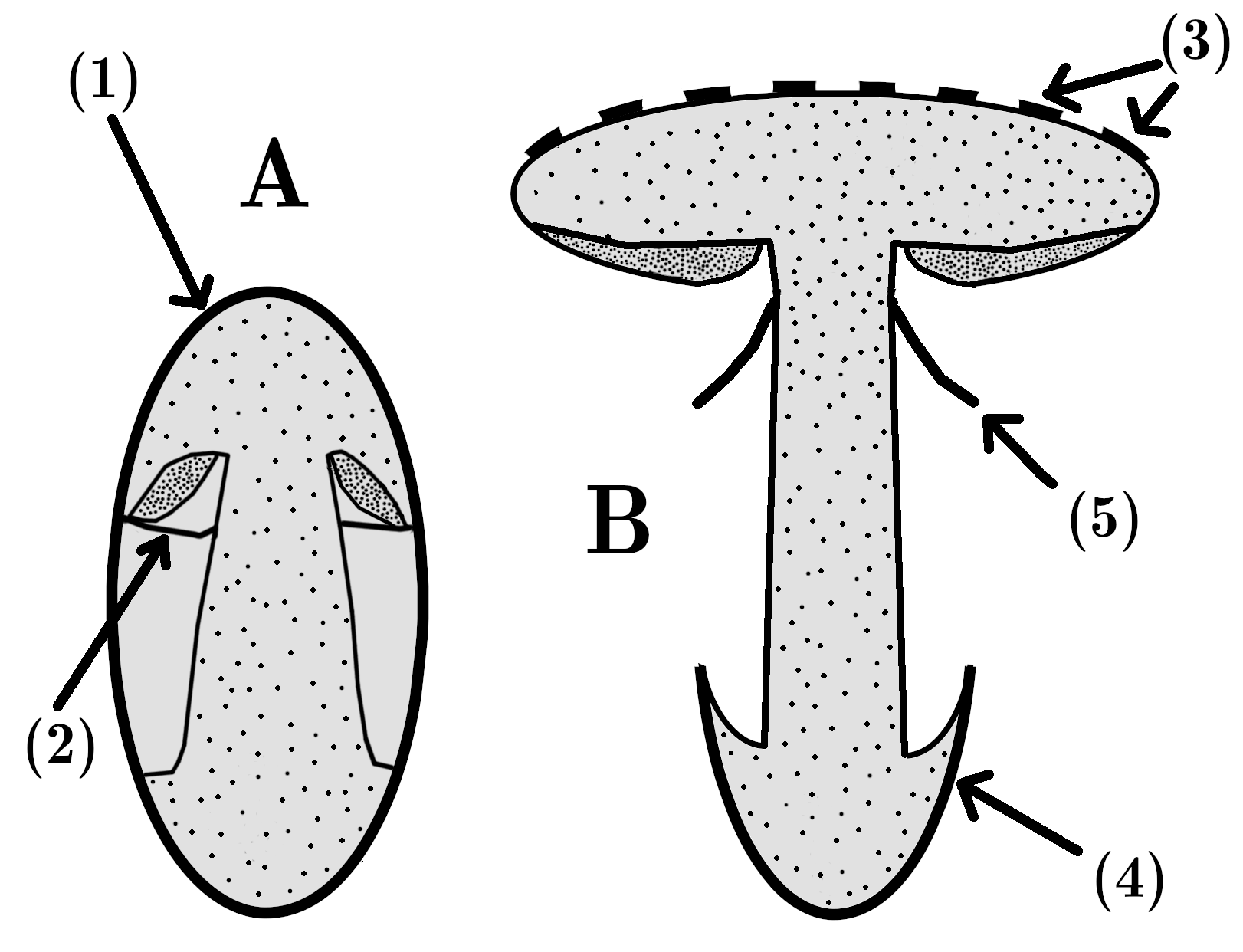
(1)外被膜（菌包）、(2)内被膜、（3）cap scales、(4)つぼ、(5)つば

つば（annulus）は、ひだや管孔を保護する内被膜（partial veil）が、キノコの生長に伴って破れ、柄に付着して残ったものをさす。ときに、二層構造をなすことがあるが、モミタケなどにおいては外側のつばは外被膜に由来している。また多くのハラタケ属のきのこでは、つばの内側（ひだに接する面）の脆い層（球形細胞の集合体で構成される）と外側に発達する堅い層（密に絡み合った菌糸からなる）とに区別されることがしばしばあるが、内被膜が完全に破れない未熟なものでなければ判然としないことも多い。フウセンタケ属などの柄にみられる繊細な糸くず状の内被膜は、完全なつばにならないことが多く、特にクモの巣膜（cortina）と呼ばれる。ナヨタケ属その他では、かさの縁に不規則にちぎれた膜片となって残るのみで、柄には明瞭なつばが形成されない例が多い。

## つぼ
つぼ（脚苞：volva）は、幼いキノコを包んで保護する外被膜（universal veil、菌包）が破れ、柄の下端に残った部分を指す。

## 殻皮（かくひ: Peridium）
殻皮とは、古典的な分類体系における腹菌類や一部の子嚢菌において、胞子を形成する部位を包む保護層を指す。キヌガサタケの柄の基部に残る「つぼ」・エリマキツチガキの星状に裂開した「外皮」と古綿状の胞子塊を包む「内皮」・ホコリタケ類の「表皮」およびその表面に付着した棘状ないし粉状または粒状の鱗片、あるいはチャダイゴケ類の子実体における杯状ないしコップ状の外壁などは、いずれもこの語で呼ばれる。キヌガサタケでは、殻皮は三層からなるが、すべてが一体化したまま柄の基部に残り、エリマキツチガキでは、やはり三層に分化した殻皮のうち、外側の二層が星状の裂片をなし、最内層は胞子塊を包む「内皮」となる。
多少とも明瞭なかさを形成する多孔菌類に対しても用いられることがあるが、その場合には、子実体のかさの表面に発達し、かさの「肉」とは組織学的に区別できる程度の分化を示した組織を指していう。

## 基本体（グレバ：gleba）
子実体の内部に胞子を形成するようなキノコの場合、その胞子形成部分を基本体（またはグレバ、gleba）という。典型的には、出口のない袋状の組織の中に、不規則に（あるいは多少とも規則的に）担子器や子嚢などの胞子形成細胞が形成される場合、その組織全体を指す。担子菌類の腹菌類やBattarrea phalloidesなどの一部のキノコ、セイヨウショウロ（トリュフ）などの子嚢菌類、そしてセコティオイド菌類に見られる。これらは通常の地上生菌のひだが閉鎖して形成されたと考えられており、特にセコティオイド菌類は地上生でありながらグレバを持ち、腹菌類へ移行しつつあると考えられている。
腹菌類では子実体の内側に多数の担子器が形成されるが、胞子が成熟すると担子器は崩壊・消失する。グレバを形成するキノコの胞子の外界への放出の方式はさまざまで、袋の先端に出口を生じて吹き出すように出るもの（ツチグリ・ホコリタケなど）、子実体の結実部を包む組織（殻皮、かくひ）が不規則に崩れて散布されるもの（ノウタケ、Agaricus deserticola 、B. phalloidesなど）、生長の後期に柄（偽柄）が伸びて基本体が押し上げられ、粘液化するとともに異臭を放ち、ハエなどの昆虫やナメクジなどの小動物によって胞子が伝播されるもの（スッポンタケなど）、外部へは放出されず、子実体自体が虫や、鳥などの動物に誤食されることによって胞子が拡散されると考えられるもの（ Cortinarius porphyroideus などのセコティオイド菌類）などがある。

## 顕微鏡下における所見

### クランプ

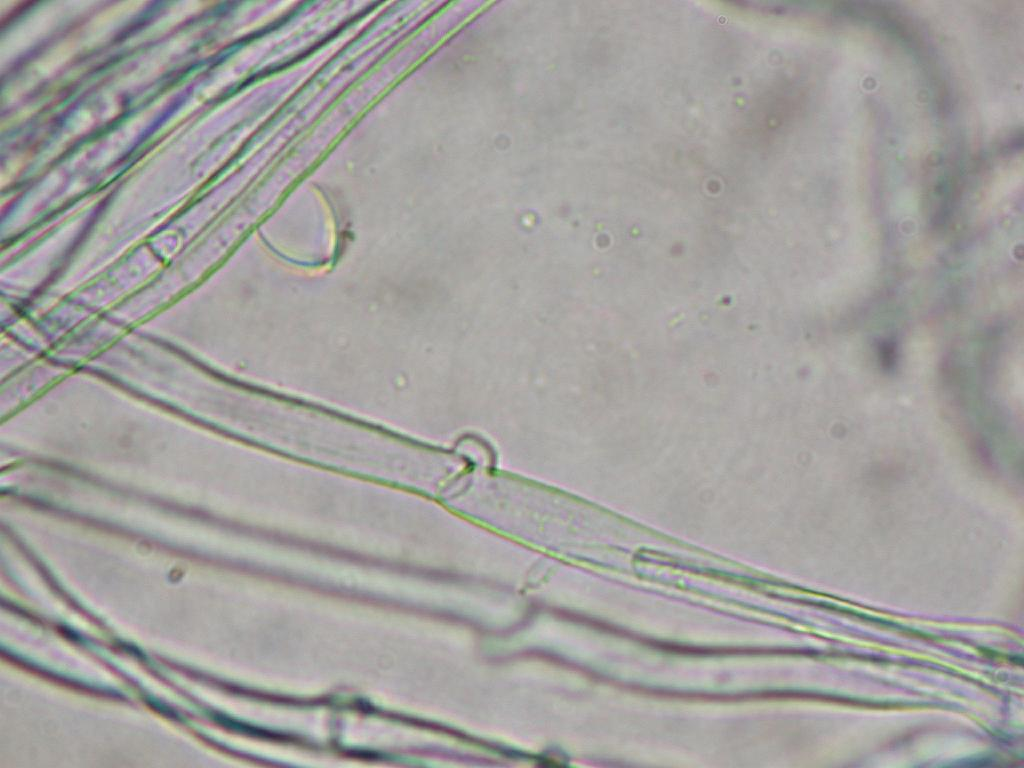
シイタケの柄を構成する菌糸
中央付近にかすがい連結が認められる

担子菌類のキノコを構成する菌糸を顕微鏡下で観察すると、菌糸の隔壁部分の側面に小さなこぶ状の突出部が見られる。これをクランプ・コネクション（clamp connection）という。略したクランプ（clamp）の呼称がポピュラーに用いられ、日本語ではかすがい連結あるいは嘴状突起（しじょうとっき）の語が当てられる。担子菌類の二核菌糸に特徴的な構造で、一つの細胞の内部に二個以上の核が共存する状態（重相）を維持しつつ体細胞分裂をおこなうために、核が移動した痕跡である。これが見られれば二核菌糸であるとの判断ができる。ただし、種によっては、二核菌糸であってもこれを作らない例もあり、キノコの部位によってこれを形成したりしなかったりする種もしばしばある。ヒダハタケ科の種やアセハリタケClimacodon pulcherrimus (Berk. & Curt.) Nicol. では、一箇所の隔壁部に二つのかすがい連結を生じることがあり、これをダブルクランプ（二重クランプ）と称する。なお、子嚢菌類に対してはこの語は適用されないのが慣例である。

### 菌糸
子実体の内部組織の構成要素である菌糸には、いっぱんに顕著な特徴が乏しいが、その幅・色調・細胞壁の厚み・細胞外面における沈着物の有無と所見などは、同定の手掛かりとして用いられる。また、担子器の形成に関与する生殖菌糸（generative hyphae：生成菌糸と称する場合もある）・子実体の機械的強度を付与するのではないかと推定される骨格菌糸（skeletal hyphae）および菌糸同士を緊密に結合する役割が考えられる結合菌糸（binding hyphae）などが区別されることもある。さらに、内部にゴム質を満たした汁管菌糸（じゅうかんきんし：lactiferous hyphae）が混在することもあり、これらの菌糸の出現頻度その他も、分類上の形質として用いられる。

### シスチジア
シスチジア(cystidia)は、キノコの組織中に認められる不稔性の異型細胞を総称する用語である。シスチジアのない種や、縁シスチジアと側シスチジアの形質が違う種などがありキノコの同定では重要である。日本語では、一般に嚢状体（のうじょうたい）の語が当てられる。見出される部位により、ひだの先（あるいは管孔の開口部）に存在するものを縁シスチジア（えんシスチジア：cheilocystidia）、ひだの側面（もしくは管孔の内壁面）にあるものを側シスチジア（そくシスチジア：pleurocystidia）、柄にあるものを柄シスチジア（caulocystidia）、傘の表面に見出されるものを傘シスチジア（pilocystidia）などと称する。縁・側の両者をまとめて子実層シスチジア（しじつそうシスチジア：hymenophoral cystidia）、柄・傘の両者を総称して表皮シスチジア（ひょうひシスチジア：dermatocystidia）とする。さらに、組織内の導管や乳管などに連結するものを偽シスチジア（ぎシスチジア：pseudocystidia）と呼び、そうでないものをレプトシスチジア（leptocystidia）とする区分もある。
顕微化学的視点からは、アンモニア水や水酸化カリウムなどのアルカリで黄変する不定形の内容物を含むものを黄金シスチジア（Crysocystidia）と称する。ただし、細胞質がアルカリで均一に黄変するものは、この用語の範疇には含まれない（ジンガサタケ属Anellaria など）。また、メチルブルーで青く染まる顆粒状の内容物を含むものをグレオシスチジア（粘嚢状体：gloeocystidia）、著しく光を屈折して輝いてみえる油状の内容物を有するものを油管シスチジア（ゆかんシスチジア：oleocystidia）という。前者はサンゴハリタケ属Hericium 、後者はイタチナミハタケ属Lentinellus その他に、その典型的な例がある。さらに、アセタケ属Inocybe やアナタケ属Schizopora などに見出される、厚い壁を備え、表面に不定形の結晶をこうむるシスチジアは、特にランプロシスチジア（油冠シスチジア：lamprocystidia）と称されることがある。不定形の結晶を欠き、単に厚い細胞壁を有するならば、厚壁シスチジア（こうへきシスチジア）あるいはメチュロイド（metuloid）の呼称が適用される。

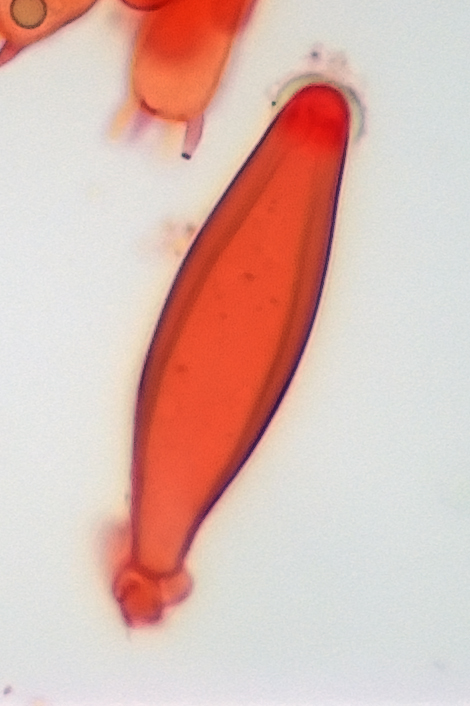
アセタケ属に見出される油冠シスチジアの一例。厚い細胞壁を備え、厚壁シスチジアの一例でもある。

シスチジアの定義には多少あいまいな部分もあるが、見出される位置・形態・化学的性質などによって、上記の呼称が適宜に併用されて記載に用いられている。その存在意義としては、担子器同士の間隔の調整・重力の検知（傘を水平に保ち、効率的に胞子を飛散させるため）・二次代謝産物の貯蔵や排泄などの役割を担っているとも考えられているが、まだ推測の域を出ない部分が多い。
通常、シスチジアの有無を肉眼で確認するのは困難であるが、ヒナノヒガサ（Rickenella fibula）、ミヤマオチバタケ（Marasmius cohaerens）など、一部の種では肉眼でも見出すことができる大きなシスチジアを持つものがある。また、ひだの縁にシスチジアが密生するものでは、ルーペでその存在を知ることが出来る場合も多い。特にひだ（もしくは管孔壁）そのものが有色でシスチジアが無色であるもの（ナヨタケ属・モエギタケ属・チャヒラタケ属など）、あるいは逆に、ひだや管孔が無色であるのにシスチジアが特有の色調を帯びるもの（クヌギタケ属・ウラベニガサ属やイッポンシメジ属など）においては、ルーペを用いなくても注意深い観察によってシスチジアの有無が判断できる場合がしばしばある。

### 表皮（Pellis）
子実体の表面を包む組織を指す呼称で、子実体の内部組織（肉）と区別し得る程度の組織的分化が認められる場合に適用される呼称である。腹菌類では殻皮とほぼ同義である。構成要素が、かさや柄などの表面に対して垂直に配列する場合にはderm、平行に配列する場合にはcutisと称されるが、両者の区別はややあいまいである。一種類の要素からなるもの（単層）と複数の要素で構成されるもの（複層）とがあり、後者の場合では、上表皮（suprapellis）・下表皮（subpellis）などと細分されることがある。さらに、表皮最外層の菌糸から異型細胞（表皮シスチジア）を突出させる型や、表皮層を構成する菌糸の壁が次第に溶けて崩壊し、ゼラチン質となる型（エノキタケなど）もあり、その構造は科・属・種の同定に際して重視される。